# Малеванские
Малеванские — русский дворянский род. Происходит от Василия Малеванского, священника, родом из Нежина, Черниговской губернии , более ранее происхождение фамилии относится к польскому шляхецкому и дворянскому роду (пол. Malewanski) — герба Ястржембец.
Сын Василия, Григорий Васильевич Малеванский (1840) был священником, профессором, доцентом Академии Основного Богословия, представителем служивого сословия. Человеком был тонким, образованным, за прилежную службу ему был пожалован дворянский титул и орден Св. Анны.
Его сын, Виктор Малеванский был военным врачом, за военную службу получил тот же Орден Святой Анны

## Григорий Васильевич Малеванский

### Документы
Формулярный список о службе
Инспектора Историко-филологического института Князя Безбородко в Нежине и исправляющего должность экстраординарного профессора того же Института, по предмету философии, пятидесяти девяти лет от роду, вероисповедания православного, за 1899-й год.
- Из какого звания — Сын священника
- Холост или женат, на ком, имеет ли детей, кого именно; где они находятся и какого вероисповедания.

— Женат вторым браком на дочери Капитана Дивизии Марии Ивановне. Имеет сыновей Виктора, родившегося 13 Сентября 1881 года, и Леонида, родившегося 3 Апреля 1884 года, жена и дети вероисповедания православного и находятся при нём.
- Где получил воспитание и окончил — ли полный курс наук, когда в службу вступил, какими чинами в каких должностях и где проходил оную; не было ли каких особых по службе действий или отличий; не был ли особенно, чем либо награждаем, кроме чинов.

— По окончании курса учения в Киевской Духовной семинарии, в 1861 году определён священником. Был уволен от прихода в 1865 году, поступил в Киевскую Духовную Академию со степенью магистра определён исправляющим должность Доцента Академии Основного Богословия, тысяча восемьсот шестьдесят девятого года Сентября первого дня… Сверх означенной должности определён в 1873 году законоучителем при киевском институте благородных девиц. Состоял в означенных должностях до половины 1877 года, когда уволившись от обоих этих должностей просил о снятии с него Священскаго сана.
25 августа 1878 года — По Высочайшему соизволению, последовавшему в 25 день Августа 1878 года, дозволено ему, Малеванскому, по сложении священскаго сана и пожалованных ему в 1873 году скуфьи и в 1877 году камилавки, вступив в государственную службу по правам его рождения и воспитания, до истечения установленного десятилетнего срока по сложении священничества.
По выдержании специального испытания в историко-филологическом факультете Императорского Университета Св. Владимира на звание учителя греческого языка в Гимназии, Г. Попечителем Киевского учебного Округа определен Учителем греческого языка в Глуховскую мужскую прогимназию тысяча восемьсот семьдесят девятого года февраля шестнадцатого дня.
16 февраля 1883 — С утверждения Г. Попечителя Киевского учебного округа состоял классным наставником. Г. Попечителем Киевского учебного округа предложением от 16 февраля выражена благодарность
14 декабря 1883 — Предложением г. Министра Народного Просвещения, назначен исправляющим должность экстраординарного профессора Института Князя Безбородко по предмету философии
3 июня 1885 — Конференциею Института, в заседании, избран Членом Правления
4 июня 1890 — Конференциею Института вновь избран Членом Правления
28 декабря 1890 — По удостоению Комитета Г.г. Министров Всемилостивейше пожаловать за отлично-усердную службу Орденом Св. Станислава 3-й степени
1 января 1895 — Высочайшим указом, в 1-й день Января 1895 года, Всемилостивейшее пожаловать за отлично-усердную службу Орденом Св. Анны 3-й степени
7 октября 1896 — Получил серебряную медаль на Александровской ленте, установленную в память царствования Императора Александра III -го
20 декабря 1896 — Конференциею Института избран заступающим место Инспектора Членом Правления
17 марта 1899 — Высочайшим Приказом, назначен Инспектором Историко-Филологического Института Князя Безбородко, с оставлением его в исправляемой им должности экстраординарного профессора

#### Знаки отличия и награды Григория Васильевича
```
Орден Святой Анны
 3-й степени
```

```
Орден Святого Станислава
 3-й степени
```

Серебряная медаль на Александровской ленте в память царствования Императора Александра III — го.

## Мария Ивановна Малеванская
Мария Ивановна Иванова (в замужестве Малеванская) — дочь капитана дивизии. Её родословная идёт от привилегированного шляхтенского (нем. Schlacht) сословия, но проследить род Марии Ивановны сложно, поскольку в то время девушек не записывали в «формулярные списки», а родословная гетманов прослеживается по материнской линии.

## Виктор Григорьевич Малеванский
Виктор Малеванский родился 13 сентября 1881 года в городе Глухов Черниговской губернии, скончался в августе 1923 года.
В 1899 году Виктор закончил Нежинскую Прогимназию при Историко — филологическом институте князя Безбородко. Ему полагалась стипендия, которая, в случае поступления его на службу не по ведомству Министерства Народного Просвещения, подлежала удержанию в казну
1 сентября 1899 года принят без экзаменов в число студентов 1 курса Императорской Военно-Медицинской Академии.
На третьем курсе, в 1901 году, с 1 сентября состоит стипендиатом Крюкова, вследствие чего по удостоении звания лекаря должен поступить на обязательную медицинскую службу в военное или морское ведомство, по назначению начальства

### Военный врач
Виктор Малеванский участвовал в русско — японской войне в Маньчжурии.
В 1917 году он был демобилизован по болезни, был ранен. 166 полк, в котором он служил, перешёл на сторону Красных. Красноармейцы трижды собирались его расстрелять, но трижды казнь откладывалась, поскольку кому-то требовался врач, и его отпускали.
Из своих 42 лет, более половины Виктор Малеванский прослужил верой и правдой своему Отечеству в трудных полевых условиях. Он проявлял мужество и смелость, честь и достоинство в любой ситуации: не только во время войн, но и в мирное время, когда он боролся со страшными эпидемиями тифа, холеры и дизентерии в войсках. В тяжёлое послереволюционное время Малеванский продолжал ездить по гарнизоном, боролся с эпидемиями и лечил солдат. Он не мог позволить себе бросить своё отечество и своих солдат, так он говорил, что присягал на верность не только царю и Отечеству, но и своим солдатам. Сам Малеванский был уже тяжело болен, и страдал от врожденного порока сердца.
С 1919 года Виктор служил Комиссаром здравоохранения. В последующие годы он занимал ряд ответственных должностей:
- Главный врач Нежинского гарнизонного госпиталя;
- Член коллегии НЕЖ Уздрава, Санитарный комендант, Заведующий санитарной частью;
- Заведующий войсковой санитарной инспекции Нежинского Военного Комитета;
- Заведующий санитарно- эпидемическим подотделом Уздрава и Санинспекцией НОРКН.

Малеванский умер в 42 года, в августе 1923 года.

#### Документы
Прошение
Его Превосходительству Господину начальнику Императорской Военно-Медицинской Академии в г. С. Петербург.

 «Прилагая при сем мои документы… и карточки, покорнейше прошу Ваше Превосходительство зачислить меня в число студентов вверенной Вам Академии».
О сем покорнейше просит Виктор Малеванский. Июня 21 дня 1899 года. 
Свидетельство о приписке к призывному участку
Малеванский Виктор Григорьевич, сын профессора, родившийся 1881 года сентября тринадцатого числа, приписан по отбыванию воинской повинности ко второму призывному участку Нежинского уезда, Черниговской губернии. Вероисповедания православного. Окончил Нежинскую Гимназию. Согласно ВЫСОЧАЙШАГО повеления, Малеванский обязуется доставить в Нежинское Уездное присутствие, не позже 1 марта 1902 года, сведения о семейном его составе.
Выдано Нежинским Уездным по воинской повинности Присутствием.

#### Послужной список Виктора Малеванского
Чин, имя, отчество, фамилия : Коллежский асессор Виктор Григорьевич Малеванский
Должность и служба: Младший ординатор
Ордена и знаки отличия: Имеет ордена: Св. Анны 3 степени и Св. Станислава 3 степени.
Когда родился : 13 сентября 1881 года
Из какого звания происходит и какой деревни уроженец: Сын Чиновника. Г.Нежин, Черниговской Губернии.
Какого вероисповедания: Православый
Где воспитывался: Окончил Императорскую Военно-Медицинскую Академию

#### Знаки отличия и награды Виктора Григорьевича
```
Орден Святой Анны
 3-й степени
```

```
Орден Святого Станислава
 3-й степени
```

Бронзовая Медаль и Медаль Красного Креста

## Надежда Леонтьевна Попова
Надежда Леонтьевна Попова (в замужестве Малеванская)
Родилась в 1880 году. Происходила из мещанско — купеческого сословия Поповых. В Петербурге была обучалась на Бестужевских курсах. Вышла замуж по большой любви, против воли и без благословения родителей, потому что они считали этот брак мезальянсом. Она везде следовала за мужем, медсестрой в военно-полевых госпиталях. Во время революции потеряла всё, что имела в жизни, и обращение «госпожа» и уважение. После смерти мужа, в 1923 году, потеряла желание жить и вскоре умерла.

## Леонид Григорьевич Малеванский
- Леонид Малеванский, сын Григория и Марии Ивановой родился 3 апреля, 1884 года в городе Глухов, Черниговской губернии[18]

## Леонид Викторович Малеванский
Леонид Малеванский, сын Виктора и Надежды Поповой. Родился 26 июня 1907 года. Окончил Нежинскую Прогимназию. Поступил в кадетское училище. После Революции, так же как и его сестра Тамара, был «чуждым элементом». Жил в Ялте, где у него родилась дочь Надежда, которая, впоследствии пережила трагедию убийства своего сына на «службе» в Советской Армии

## Тамара Викторовна Малеванская
Тамара Малеванская (1908—1981), дочь Виктора и Надежды Леонтьевны Поповой.
Получила хорошее домашнее образование, прочитала много книг и была признанной красавицей. Мечтала «увидеть мир» и в пятнадцатилетнем возрасте отправилась в Одессу, где устроилась на сахарную фабрику, в 1923 году. Но вернулась домой к матери, которая невыносимо страдала из-за смерти мужа. К тому времени дом опустел, не было ни прислуги, ни роскоши, так как Малеванские попали под «красное колесо».
Вскоре, приблизительно в 1926 году, Тамара покинула отчий дом и вышла замуж за предпринимателя Николая Андреевича Дедуника (р. 1888). История показала, что это спасло ей жизнь, все имения Малеванских были разграблены.
Через некоторое время в Ялту приехал Борис Сливинский, вспыхнувшая любовь между молодыми людьми, толкнула Тамару на побег в Москву. Николай Андреевич, которому доложили о случившимся, пустился вдогонку и пытался остановить её уже на станции… Так, сын Дмитрий, которому было 2,5 года остался с отцом. А Тамара отправилась со Сливинским Борисом Петровичем (21.03.1902) в Москву. Потом Тамаре удалось забрать к себе уже семялетнего сына Дмитрия. Из-за своего происхождения, как «чуждый элемент» Тамара не могла поступить на работу, с большим трудом родственники Сливинского устроили её чертежницей на фабрику. Из воспоминаний, была счастлива в браке, вплоть до расстрела Бориса Сливинского, в 1937 году. И Тамара, по совету следователя, переехала в Ялту, где жила с 1937 по 1939 год и поменяла документы. Началась война. Тамара работала на заводе «Тизприбор», который был эвакуирован в ту же область, что и Проектный институт Гипронефтезавод (совр. название ВНИПИНЕФТЬ), с начальником отдела которого, Николаем Яковлевичем Седовым, познакомилась Тамара, в браке родились две дочери: Марианна (1946) и Елена (1949).
Николай Яковлевич по своей профессии, исследовал строение земли для дальнейшего возведения сооружений, вскоре он был командирован Советским правительством в Пекин, где и прибывала вся семья до 1958 года.

## Дмитрий Николаевич Дедуник
- Дмитрий (28 августа 1928 — 12 января 1982) — сын Николая Дедуника и Тамары Малеванской.

Художник-искусствовед студии военных художников имени Грекова, заслуженный работник культуры РСФСР.

## Седовы
Яков Григорьевич Седов происходил из старого русского рода, родился в городе Сарапуль, умер в городе Пермь, в 1906 году. С тринадцатилетнего возраста начал работать сначала мальчиком, потом конторщиком, потом управляющим керосиновым складом. Затем, занимался предприятиями по продаже керосина и прочих москательных товаров на реке Каме, города Рыбинска, в Сарапуле и Перми.
В семье было пятеро детей:
- Мария Яковлевна Седова (1895—1947)
- Борис Яковлевич Седов (1887—1916)
- Нина Яковлевна Седова (1898—1942) — была замужем за Адамом Стукасом Чижевским (род. в Литве, жил в Петрограде). Их сын — Вацлав Стукас Чижевский окончил ВГИК, сценарный факультет. Женился на Вахтель Кларет, уехал из СССР в Румынию, в 1955 году, где работал на киностудии мультфильмов. Нина умерла в блокаду Ленинграда
- Николай Яковлевич Седов (1904—1973)
- Анна Яковлевна Седова (1905—1939)
- Георгий Яковлевич Седов

## Николай Яковлевич Седов
Николай Яковлевич Седов (1904—1973), третий супруг Тамары Малеванской, занимался геодезией и проектировал здания. Был начальником отдела Проектного института Гипронефтезавод (совр. название ВНИПИНЕФТЬ), занимался строительством предприятий по переработке нефти. Он был командирован Советским правительством в Китай, куда отправился с семьёй.

## Марианна Николаевна Седова
Марианна Седова родилась 19 июля 1946 года в Москве.
Детство Марианны прошло в Пекине, где работал отец. По возвращении семьи в Москву, поступила в Московское хореографическое училище
и в 1964 году была принята в труппу Большого театра. В 1969 году вышла замуж за Александра Плисецкого, в браке родилась дочь Анна. На гастролях советского балета за рубежом ставилась на афишу, как символ «Русского танца». В 1974 году — исполнила роль Бетси в фильме — балете «Анна Каренина». В Национальном балете Аргентины в Театр Колон запомнилась публике в балете «Свадебка» на музыку Стравинского, 1976 . С 1985 года Марианна Седова была хореографом российской сборной по фигурному катанию под руководством Светланы Алексеевой, ученицы Татьяны Тарасовой. Осуществила несколько успешных постановок для ведущих танцевальных пар на льду. С 1992 года стала директором Академии Хореографии. Была награждена в
2001 году Специальным Призом на IX Международном конкурсе артистов балета, Золотой медалью Натальи Сац, в 2006 году и Орденом «Слава Нации», в 2007 году.

## Фамильное древо Малеванских
|                      |                      |                      |                      |                        |                        |                        |                        |                        |                        |                        |                        |                        |                        |               |               | Григорий Малеванский (1840)     | Григорий Малеванский (1840)     | Григорий Малеванский (1840)     | Григорий Малеванский (1840)     | Григорий Малеванский (1840)     | Григорий Малеванский (1840)     |                         |                         | Мария (Иванова)         | Мария (Иванова)         | Мария (Иванова)        | Мария (Иванова)        | Мария (Иванова)                | Мария (Иванова)                |                                |                                |                                |                                |                           |                           |                           |                           |                     |                     |                         |                         |                         |                         |                         |                         |
|                      |                      |                      |                      |                        |                        |                        |                        |                        |                        |                        |                        |                        |                        |               |               | Григорий Малеванский (1840)     | Григорий Малеванский (1840)     | Григорий Малеванский (1840)     | Григорий Малеванский (1840)     | Григорий Малеванский (1840)     | Григорий Малеванский (1840)     |                         |                         | Мария (Иванова)         | Мария (Иванова)         | Мария (Иванова)        | Мария (Иванова)        | Мария (Иванова)                | Мария (Иванова)                |                                |                                |                                |                                |                           |                           |                           |                           |                     |                     |                         |                         |                         |                         |                         |                         |
|                      |                      |                      |                      |                        |                        |                        |                        |                        |                        |                        |                        |                        |                        |               |               |                                 |                                 |                                 |                                 |                                 |                                 |                         |                         |                         |                         |                        |                        |                                |                                |                                |                                |                                |                                |                           |                           |                           |                           |                     |                     |                         |                         |                         |                         |                         |                         |
|                      |                      |                      |                      |                        |                        |                        |                        |                        |                        |                        |                        |                        |                        |               |               |                                 |                                 |                                 |                                 |                                 |                                 |                         |                         |                         |                         |                        |                        |                                |                                |                                |                                |                                |                                |                           |                           |                           |                           |                     |                     |                         |                         |                         |                         |                         |                         |
|                      |                      |                      |                      |                        |                        |                        |                        |                        |                        |                        |                        | Леонид (1884)          | Леонид (1884)          | Леонид (1884) | Леонид (1884) | Леонид (1884)                   | Леонид (1884)                   |                                 |                                 | Надежда (Попова) (1880)         | Надежда (Попова) (1880)         | Надежда (Попова) (1880) | Надежда (Попова) (1880) | Надежда (Попова) (1880) | Надежда (Попова) (1880) |                        |                        | Виктор Малеванский (1881-1923) | Виктор Малеванский (1881-1923) | Виктор Малеванский (1881-1923) | Виктор Малеванский (1881-1923) | Виктор Малеванский (1881-1923) | Виктор Малеванский (1881-1923) |                           |                           |                           |                           |                     |                     |                         |                         |                         |                         |                         |                         |
|                      |                      |                      |                      |                        |                        |                        |                        |                        |                        |                        |                        | Леонид (1884)          | Леонид (1884)          | Леонид (1884) | Леонид (1884) | Леонид (1884)                   | Леонид (1884)                   |                                 |                                 | Надежда (Попова) (1880)         | Надежда (Попова) (1880)         | Надежда (Попова) (1880) | Надежда (Попова) (1880) | Надежда (Попова) (1880) | Надежда (Попова) (1880) |                        |                        | Виктор Малеванский (1881-1923) | Виктор Малеванский (1881-1923) | Виктор Малеванский (1881-1923) | Виктор Малеванский (1881-1923) | Виктор Малеванский (1881-1923) | Виктор Малеванский (1881-1923) |                           |                           |                           |                           |                     |                     |                         |                         |                         |                         |                         |                         |
|                      |                      |                      |                      |                        |                        |                        |                        |                        |                        |                        |                        |                        |                        |               |               |                                 |                                 |                                 |                                 |                                 |                                 |                         |                         |                         |                         |                        |                        |                                |                                |                                |                                |                                |                                |                           |                           |                           |                           |                     |                     |                         |                         |                         |                         |                         |                         |
|                      |                      |                      |                      | Николай Дедуник (1888) | Николай Дедуник (1888) | Николай Дедуник (1888) | Николай Дедуник (1888) | Николай Дедуник (1888) | Николай Дедуник (1888) |                        |                        |                        |                        |               |               |                                 |                                 |                                 |                                 |                                 |                                 |                         |                         | Тамара (1908-1981)      | Тамара (1908-1981)      | Тамара (1908-1981)     | Тамара (1908-1981)     | Тамара (1908-1981)             | Тамара (1908-1981)             |                                |                                | Николай Седов (1904-1973)      | Николай Седов (1904-1973)      | Николай Седов (1904-1973) | Николай Седов (1904-1973) | Николай Седов (1904-1973) | Николай Седов (1904-1973) |                     |                     |                         |                         |                         |                         |                         |                         |
|                      |                      |                      |                      | Николай Дедуник (1888) | Николай Дедуник (1888) | Николай Дедуник (1888) | Николай Дедуник (1888) | Николай Дедуник (1888) | Николай Дедуник (1888) |                        |                        |                        |                        |               |               |                                 |                                 |                                 |                                 |                                 |                                 |                         |                         | Тамара (1908-1981)      | Тамара (1908-1981)      | Тамара (1908-1981)     | Тамара (1908-1981)     | Тамара (1908-1981)             | Тамара (1908-1981)             |                                |                                | Николай Седов (1904-1973)      | Николай Седов (1904-1973)      | Николай Седов (1904-1973) | Николай Седов (1904-1973) | Николай Седов (1904-1973) | Николай Седов (1904-1973) |                     |                     |                         |                         |                         |                         |                         |                         |
|                      |                      |                      |                      |                        |                        |                        |                        |                        |                        |                        |                        |                        |                        |               |               |                                 |                                 |                                 |                                 |                                 |                                 |                         |                         |                         |                         |                        |                        |                                |                                |                                |                                |                                |                                |                           |                           |                           |                           |                     |                     |                         |                         |                         |                         |                         |                         |
|                      |                      |                      |                      |                        |                        |                        |                        |                        |                        |                        |                        |                        |                        |               |               |                                 |                                 |                                 |                                 |                                 |                                 |                         |                         |                         |                         |                        |                        |                                |                                |                                |                                |                                |                                |                           |                           |                           |                           |                     |                     |                         |                         |                         |                         |                         |                         |
|                      |                      |                      |                      |                        |                        |                        |                        | Дмитрий Дедуник (1928) | Дмитрий Дедуник (1928) | Дмитрий Дедуник (1928) | Дмитрий Дедуник (1928) | Дмитрий Дедуник (1928) | Дмитрий Дедуник (1928) |               |               | Александр Плисецкий (1931-1985) | Александр Плисецкий (1931-1985) | Александр Плисецкий (1931-1985) | Александр Плисецкий (1931-1985) | Александр Плисецкий (1931-1985) | Александр Плисецкий (1931-1985) |                         |                         | Марианна Седова (1946)  | Марианна Седова (1946)  | Марианна Седова (1946) | Марианна Седова (1946) | Марианна Седова (1946)         | Марианна Седова (1946)         |                                |                                | Елена Седова (1949)            | Елена Седова (1949)            | Елена Седова (1949)       | Елена Седова (1949)       | Елена Седова (1949)       | Елена Седова (1949)       |                     |                     | Анатолий Шеметов (1948) | Анатолий Шеметов (1948) | Анатолий Шеметов (1948) | Анатолий Шеметов (1948) | Анатолий Шеметов (1948) | Анатолий Шеметов (1948) |
|                      |                      |                      |                      |                        |                        |                        |                        | Дмитрий Дедуник (1928) | Дмитрий Дедуник (1928) | Дмитрий Дедуник (1928) | Дмитрий Дедуник (1928) | Дмитрий Дедуник (1928) | Дмитрий Дедуник (1928) |               |               | Александр Плисецкий (1931-1985) | Александр Плисецкий (1931-1985) | Александр Плисецкий (1931-1985) | Александр Плисецкий (1931-1985) | Александр Плисецкий (1931-1985) | Александр Плисецкий (1931-1985) |                         |                         | Марианна Седова (1946)  | Марианна Седова (1946)  | Марианна Седова (1946) | Марианна Седова (1946) | Марианна Седова (1946)         | Марианна Седова (1946)         |                                |                                | Елена Седова (1949)            | Елена Седова (1949)            | Елена Седова (1949)       | Елена Седова (1949)       | Елена Седова (1949)       | Елена Седова (1949)       |                     |                     | Анатолий Шеметов (1948) | Анатолий Шеметов (1948) | Анатолий Шеметов (1948) | Анатолий Шеметов (1948) | Анатолий Шеметов (1948) | Анатолий Шеметов (1948) |
|                      |                      |                      |                      |                        |                        |                        |                        |                        |                        |                        |                        |                        |                        |               |               |                                 |                                 |                                 |                                 |                                 |                                 |                         |                         |                         |                         |                        |                        |                                |                                |                                |                                |                                |                                |                           |                           |                           |                           |                     |                     |                         |                         |                         |                         |                         |                         |
| Даниил Крамер (1960) | Даниил Крамер (1960) | Даниил Крамер (1960) | Даниил Крамер (1960) | Даниил Крамер (1960)   | Даниил Крамер (1960)   |                        |                        | Нелли Дедуник (1956)   | Нелли Дедуник (1956)   | Нелли Дедуник (1956)   | Нелли Дедуник (1956)   | Нелли Дедуник (1956)   | Нелли Дедуник (1956)   |               |               |                                 |                                 |                                 |                                 | Анна Плисецкая (1971)           | Анна Плисецкая (1971)           | Анна Плисецкая (1971)   | Анна Плисецкая (1971)   | Анна Плисецкая (1971)   | Анна Плисецкая (1971)   |                        |                        |                                |                                |                                |                                |                                |                                |                           |                           | Яна Шеметова (1975)       | Яна Шеметова (1975)       | Яна Шеметова (1975) | Яна Шеметова (1975) | Яна Шеметова (1975)     | Яна Шеметова (1975)     |                         |                         |                         |                         |
| Даниил Крамер (1960) | Даниил Крамер (1960) | Даниил Крамер (1960) | Даниил Крамер (1960) | Даниил Крамер (1960)   | Даниил Крамер (1960)   |                        |                        | Нелли Дедуник (1956)   | Нелли Дедуник (1956)   | Нелли Дедуник (1956)   | Нелли Дедуник (1956)   | Нелли Дедуник (1956)   | Нелли Дедуник (1956)   |               |               |                                 |                                 |                                 |                                 | Анна Плисецкая (1971)           | Анна Плисецкая (1971)           | Анна Плисецкая (1971)   | Анна Плисецкая (1971)   | Анна Плисецкая (1971)   | Анна Плисецкая (1971)   |                        |                        |                                |                                |                                |                                |                                |                                |                           |                           | Яна Шеметова (1975)       | Яна Шеметова (1975)       | Яна Шеметова (1975) | Яна Шеметова (1975) | Яна Шеметова (1975)     | Яна Шеметова (1975)     |                         |                         |                         |                         |

### Ветви рода
- Василий Малеванский

- Сильвестр (Малеванский) — Стефан Васильевич Малеванский — Епископ Каневский (10 января 1828 — 12 ноября 1908)

- Григорий Васильевич Малеванский (1840) и Мария Ивановна Малеванская, (Иванова)

- Виктор Григорьевич Малеванский (13 сентября 1881—1923) и Надежда Леонтьевна Попова (1880)

- Леонид Григорьевич Малеванский (3 апреля 1884)

- Леонид Викторович Малеванский — (26 июня 1907)

- Тамара Викторовна Малеванская (1908—1981) и Дедуник Николай Андреевич (1888)

- Дмитрий Николаевич Дедуник (28 августа, 1928)

- Нелли Дмитриевна Дедуник (15 февраля, 1956) и Даниил Крамер (21 марта, 1960)

- Анна Крамер (3 марта, 1984)

- Тамара Викторовна Малеванская (1908—1981) и Николай Яковлевич Седов (1904—1973)

- Марианна Николаевна Седова (1946) и Александр Плисецкий (1931—1985)

- Анна Плисецкая (1971)

- Елена Николаевна Седова (12 февраля 1949) и Анатолий Шеметов

- Яна Шеметова (11 июля 1975)